# عاصم قانصوه

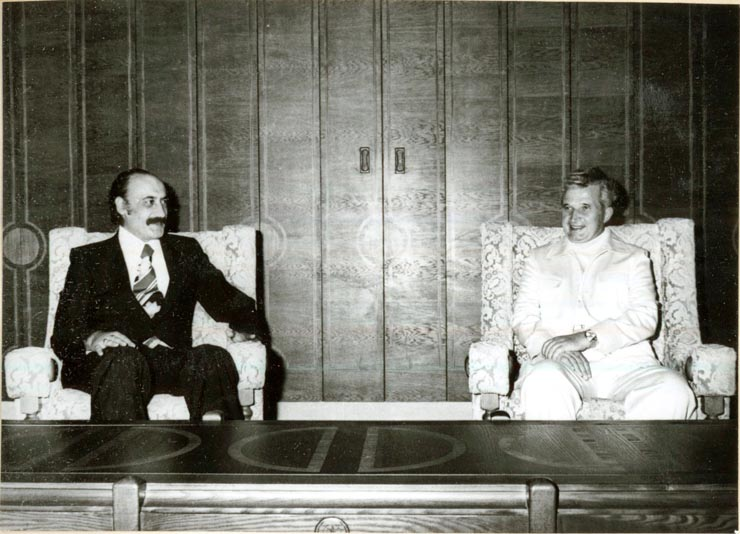

عاصم محمد قانصوه (1937 -)، سياسي لبناني شغل لفترة طويلة منصب الأمين القطري لحزب البعث في لبنان. ولد في بعلبك لعائلة شيعية. انضم إلى حزب البعث سنة 1954 وأصبح أمينًا عامًا له سنة 1966 بعد الانشقاق الذي انقسم إثره الحزب إلى شقين. شغل منصب الأمين القطري بين 1966 و1970 وبين 1971 و1989 ومن 2001 حتى 2006 خلفه بعدها غازي سيف الدين. عمل كوزير دولة بين 17 أبريل 2003 و26 أكتوبر 2004 في حكومة الرئيس رفيق الحريري بعهد الرئيس إميل لحود، ثم كوزير للعمل من 26 أكتوبر 2004 حتى 17 أبريل 2005 في حكومة الرئيس عمر كرامي بعهد الرئيس إميل لحود. أنتخب كعضو في المجلس النيابي سنتي 1996 و2000. عرف عنه علاقته الوثيقة مع سوريا والدفاع عن العلاقات معها.يعرف عنه أيضاً مواقفه الواضحة والثابتة تجاه النظام السورى الحالى بقيادة بشار الأسد. تزوج من بشرى عسيران وله منها ولدان، ومن نادية البرجي وله منها ثلاثة أبناء. حاصل على إجازة هندسة في اختصاص المناجم والآبار من جامعة زغرب.

## وصلات خارجية
- عاصم قانصوه في برنامج «زيارة خاصة» (جزء 1)، قناة الجزيرة
- عاصم قانصوه في برنامج «زيارة خاصة» (جزء 2)، قناة الجزيرة